# Arianne Caoili
Arianne Caoili   (Manila, 22 de desembre de 1986 - Yerevan, 30 de març de 2020) fou una jugadora d'escacs australiana, d'origen filipí, posseïdora del títol de Mestre Internacional Femení (WIM). Va decidir deixar les Filipines i canviar la seva nacionalitat a l'australiana per tal de poder obtenir bons entrenadors per progressar en els escacs, i també patrocinadors. Morí arran de les ferides que patí en un accident de cotxe dues setmanes abans.
Tot i que es trobava inactiva des de l'agost de 2015, a la llista d'Elo de la FIDE de febrer de 2020 hi tenia un Elo de 2.137 punts, cosa que en feia la jugadora número 155 d'Austràlia. El seu màxim Elo va ser de 2.309 punts, a la llista d'octubre de 2002 (posició 6.345 al rànquing mundial).

## Resultats destacats en competició
Caoili va començar a jugar als escacs als sis anys. El 2002, va assolir un Elo superior a 2300 punts a la llista FIDE, però no el va incrementar atès que va decidir deixar temporalment els escacs per dedicar-se als estudis. Malgrat això, es manté com la millor jugadora australiana, i va participar amb la seva selecció nacional a l'olimpíada d'escacs de 2008 a Dresden.

### Partides destacades
|   | a | b | c | d | e | f | g | h |   |
| 8 | b7 negres alfil · f7 negres peó · g7 negres rei · b6 negres dama · e6 negres torre · g6 negres peó · h6 negres peó · a5 negres peó · d5 negres peó · e5 blanques cavall · a4 blanques peó · b4 negres peó · d4 blanques peó · g4 blanques dama · b3 blanques peó · c3 negres cavall · e3 blanques cavall · g3 blanques peó · f2 blanques peó · h2 blanques peó · c1 blanques torre · g1 blanques rei | b7 negres alfil · f7 negres peó · g7 negres rei · b6 negres dama · e6 negres torre · g6 negres peó · h6 negres peó · a5 negres peó · d5 negres peó · e5 blanques cavall · a4 blanques peó · b4 negres peó · d4 blanques peó · g4 blanques dama · b3 blanques peó · c3 negres cavall · e3 blanques cavall · g3 blanques peó · f2 blanques peó · h2 blanques peó · c1 blanques torre · g1 blanques rei | b7 negres alfil · f7 negres peó · g7 negres rei · b6 negres dama · e6 negres torre · g6 negres peó · h6 negres peó · a5 negres peó · d5 negres peó · e5 blanques cavall · a4 blanques peó · b4 negres peó · d4 blanques peó · g4 blanques dama · b3 blanques peó · c3 negres cavall · e3 blanques cavall · g3 blanques peó · f2 blanques peó · h2 blanques peó · c1 blanques torre · g1 blanques rei | b7 negres alfil · f7 negres peó · g7 negres rei · b6 negres dama · e6 negres torre · g6 negres peó · h6 negres peó · a5 negres peó · d5 negres peó · e5 blanques cavall · a4 blanques peó · b4 negres peó · d4 blanques peó · g4 blanques dama · b3 blanques peó · c3 negres cavall · e3 blanques cavall · g3 blanques peó · f2 blanques peó · h2 blanques peó · c1 blanques torre · g1 blanques rei | b7 negres alfil · f7 negres peó · g7 negres rei · b6 negres dama · e6 negres torre · g6 negres peó · h6 negres peó · a5 negres peó · d5 negres peó · e5 blanques cavall · a4 blanques peó · b4 negres peó · d4 blanques peó · g4 blanques dama · b3 blanques peó · c3 negres cavall · e3 blanques cavall · g3 blanques peó · f2 blanques peó · h2 blanques peó · c1 blanques torre · g1 blanques rei | b7 negres alfil · f7 negres peó · g7 negres rei · b6 negres dama · e6 negres torre · g6 negres peó · h6 negres peó · a5 negres peó · d5 negres peó · e5 blanques cavall · a4 blanques peó · b4 negres peó · d4 blanques peó · g4 blanques dama · b3 blanques peó · c3 negres cavall · e3 blanques cavall · g3 blanques peó · f2 blanques peó · h2 blanques peó · c1 blanques torre · g1 blanques rei | b7 negres alfil · f7 negres peó · g7 negres rei · b6 negres dama · e6 negres torre · g6 negres peó · h6 negres peó · a5 negres peó · d5 negres peó · e5 blanques cavall · a4 blanques peó · b4 negres peó · d4 blanques peó · g4 blanques dama · b3 blanques peó · c3 negres cavall · e3 blanques cavall · g3 blanques peó · f2 blanques peó · h2 blanques peó · c1 blanques torre · g1 blanques rei | b7 negres alfil · f7 negres peó · g7 negres rei · b6 negres dama · e6 negres torre · g6 negres peó · h6 negres peó · a5 negres peó · d5 negres peó · e5 blanques cavall · a4 blanques peó · b4 negres peó · d4 blanques peó · g4 blanques dama · b3 blanques peó · c3 negres cavall · e3 blanques cavall · g3 blanques peó · f2 blanques peó · h2 blanques peó · c1 blanques torre · g1 blanques rei | 8 |
| 7 | b7 negres alfil · f7 negres peó · g7 negres rei · b6 negres dama · e6 negres torre · g6 negres peó · h6 negres peó · a5 negres peó · d5 negres peó · e5 blanques cavall · a4 blanques peó · b4 negres peó · d4 blanques peó · g4 blanques dama · b3 blanques peó · c3 negres cavall · e3 blanques cavall · g3 blanques peó · f2 blanques peó · h2 blanques peó · c1 blanques torre · g1 blanques rei | b7 negres alfil · f7 negres peó · g7 negres rei · b6 negres dama · e6 negres torre · g6 negres peó · h6 negres peó · a5 negres peó · d5 negres peó · e5 blanques cavall · a4 blanques peó · b4 negres peó · d4 blanques peó · g4 blanques dama · b3 blanques peó · c3 negres cavall · e3 blanques cavall · g3 blanques peó · f2 blanques peó · h2 blanques peó · c1 blanques torre · g1 blanques rei | b7 negres alfil · f7 negres peó · g7 negres rei · b6 negres dama · e6 negres torre · g6 negres peó · h6 negres peó · a5 negres peó · d5 negres peó · e5 blanques cavall · a4 blanques peó · b4 negres peó · d4 blanques peó · g4 blanques dama · b3 blanques peó · c3 negres cavall · e3 blanques cavall · g3 blanques peó · f2 blanques peó · h2 blanques peó · c1 blanques torre · g1 blanques rei | b7 negres alfil · f7 negres peó · g7 negres rei · b6 negres dama · e6 negres torre · g6 negres peó · h6 negres peó · a5 negres peó · d5 negres peó · e5 blanques cavall · a4 blanques peó · b4 negres peó · d4 blanques peó · g4 blanques dama · b3 blanques peó · c3 negres cavall · e3 blanques cavall · g3 blanques peó · f2 blanques peó · h2 blanques peó · c1 blanques torre · g1 blanques rei | b7 negres alfil · f7 negres peó · g7 negres rei · b6 negres dama · e6 negres torre · g6 negres peó · h6 negres peó · a5 negres peó · d5 negres peó · e5 blanques cavall · a4 blanques peó · b4 negres peó · d4 blanques peó · g4 blanques dama · b3 blanques peó · c3 negres cavall · e3 blanques cavall · g3 blanques peó · f2 blanques peó · h2 blanques peó · c1 blanques torre · g1 blanques rei | b7 negres alfil · f7 negres peó · g7 negres rei · b6 negres dama · e6 negres torre · g6 negres peó · h6 negres peó · a5 negres peó · d5 negres peó · e5 blanques cavall · a4 blanques peó · b4 negres peó · d4 blanques peó · g4 blanques dama · b3 blanques peó · c3 negres cavall · e3 blanques cavall · g3 blanques peó · f2 blanques peó · h2 blanques peó · c1 blanques torre · g1 blanques rei | b7 negres alfil · f7 negres peó · g7 negres rei · b6 negres dama · e6 negres torre · g6 negres peó · h6 negres peó · a5 negres peó · d5 negres peó · e5 blanques cavall · a4 blanques peó · b4 negres peó · d4 blanques peó · g4 blanques dama · b3 blanques peó · c3 negres cavall · e3 blanques cavall · g3 blanques peó · f2 blanques peó · h2 blanques peó · c1 blanques torre · g1 blanques rei | b7 negres alfil · f7 negres peó · g7 negres rei · b6 negres dama · e6 negres torre · g6 negres peó · h6 negres peó · a5 negres peó · d5 negres peó · e5 blanques cavall · a4 blanques peó · b4 negres peó · d4 blanques peó · g4 blanques dama · b3 blanques peó · c3 negres cavall · e3 blanques cavall · g3 blanques peó · f2 blanques peó · h2 blanques peó · c1 blanques torre · g1 blanques rei | 7 |
| 6 | b7 negres alfil · f7 negres peó · g7 negres rei · b6 negres dama · e6 negres torre · g6 negres peó · h6 negres peó · a5 negres peó · d5 negres peó · e5 blanques cavall · a4 blanques peó · b4 negres peó · d4 blanques peó · g4 blanques dama · b3 blanques peó · c3 negres cavall · e3 blanques cavall · g3 blanques peó · f2 blanques peó · h2 blanques peó · c1 blanques torre · g1 blanques rei | b7 negres alfil · f7 negres peó · g7 negres rei · b6 negres dama · e6 negres torre · g6 negres peó · h6 negres peó · a5 negres peó · d5 negres peó · e5 blanques cavall · a4 blanques peó · b4 negres peó · d4 blanques peó · g4 blanques dama · b3 blanques peó · c3 negres cavall · e3 blanques cavall · g3 blanques peó · f2 blanques peó · h2 blanques peó · c1 blanques torre · g1 blanques rei | b7 negres alfil · f7 negres peó · g7 negres rei · b6 negres dama · e6 negres torre · g6 negres peó · h6 negres peó · a5 negres peó · d5 negres peó · e5 blanques cavall · a4 blanques peó · b4 negres peó · d4 blanques peó · g4 blanques dama · b3 blanques peó · c3 negres cavall · e3 blanques cavall · g3 blanques peó · f2 blanques peó · h2 blanques peó · c1 blanques torre · g1 blanques rei | b7 negres alfil · f7 negres peó · g7 negres rei · b6 negres dama · e6 negres torre · g6 negres peó · h6 negres peó · a5 negres peó · d5 negres peó · e5 blanques cavall · a4 blanques peó · b4 negres peó · d4 blanques peó · g4 blanques dama · b3 blanques peó · c3 negres cavall · e3 blanques cavall · g3 blanques peó · f2 blanques peó · h2 blanques peó · c1 blanques torre · g1 blanques rei | b7 negres alfil · f7 negres peó · g7 negres rei · b6 negres dama · e6 negres torre · g6 negres peó · h6 negres peó · a5 negres peó · d5 negres peó · e5 blanques cavall · a4 blanques peó · b4 negres peó · d4 blanques peó · g4 blanques dama · b3 blanques peó · c3 negres cavall · e3 blanques cavall · g3 blanques peó · f2 blanques peó · h2 blanques peó · c1 blanques torre · g1 blanques rei | b7 negres alfil · f7 negres peó · g7 negres rei · b6 negres dama · e6 negres torre · g6 negres peó · h6 negres peó · a5 negres peó · d5 negres peó · e5 blanques cavall · a4 blanques peó · b4 negres peó · d4 blanques peó · g4 blanques dama · b3 blanques peó · c3 negres cavall · e3 blanques cavall · g3 blanques peó · f2 blanques peó · h2 blanques peó · c1 blanques torre · g1 blanques rei | b7 negres alfil · f7 negres peó · g7 negres rei · b6 negres dama · e6 negres torre · g6 negres peó · h6 negres peó · a5 negres peó · d5 negres peó · e5 blanques cavall · a4 blanques peó · b4 negres peó · d4 blanques peó · g4 blanques dama · b3 blanques peó · c3 negres cavall · e3 blanques cavall · g3 blanques peó · f2 blanques peó · h2 blanques peó · c1 blanques torre · g1 blanques rei | b7 negres alfil · f7 negres peó · g7 negres rei · b6 negres dama · e6 negres torre · g6 negres peó · h6 negres peó · a5 negres peó · d5 negres peó · e5 blanques cavall · a4 blanques peó · b4 negres peó · d4 blanques peó · g4 blanques dama · b3 blanques peó · c3 negres cavall · e3 blanques cavall · g3 blanques peó · f2 blanques peó · h2 blanques peó · c1 blanques torre · g1 blanques rei | 6 |
| 5 | b7 negres alfil · f7 negres peó · g7 negres rei · b6 negres dama · e6 negres torre · g6 negres peó · h6 negres peó · a5 negres peó · d5 negres peó · e5 blanques cavall · a4 blanques peó · b4 negres peó · d4 blanques peó · g4 blanques dama · b3 blanques peó · c3 negres cavall · e3 blanques cavall · g3 blanques peó · f2 blanques peó · h2 blanques peó · c1 blanques torre · g1 blanques rei | b7 negres alfil · f7 negres peó · g7 negres rei · b6 negres dama · e6 negres torre · g6 negres peó · h6 negres peó · a5 negres peó · d5 negres peó · e5 blanques cavall · a4 blanques peó · b4 negres peó · d4 blanques peó · g4 blanques dama · b3 blanques peó · c3 negres cavall · e3 blanques cavall · g3 blanques peó · f2 blanques peó · h2 blanques peó · c1 blanques torre · g1 blanques rei | b7 negres alfil · f7 negres peó · g7 negres rei · b6 negres dama · e6 negres torre · g6 negres peó · h6 negres peó · a5 negres peó · d5 negres peó · e5 blanques cavall · a4 blanques peó · b4 negres peó · d4 blanques peó · g4 blanques dama · b3 blanques peó · c3 negres cavall · e3 blanques cavall · g3 blanques peó · f2 blanques peó · h2 blanques peó · c1 blanques torre · g1 blanques rei | b7 negres alfil · f7 negres peó · g7 negres rei · b6 negres dama · e6 negres torre · g6 negres peó · h6 negres peó · a5 negres peó · d5 negres peó · e5 blanques cavall · a4 blanques peó · b4 negres peó · d4 blanques peó · g4 blanques dama · b3 blanques peó · c3 negres cavall · e3 blanques cavall · g3 blanques peó · f2 blanques peó · h2 blanques peó · c1 blanques torre · g1 blanques rei | b7 negres alfil · f7 negres peó · g7 negres rei · b6 negres dama · e6 negres torre · g6 negres peó · h6 negres peó · a5 negres peó · d5 negres peó · e5 blanques cavall · a4 blanques peó · b4 negres peó · d4 blanques peó · g4 blanques dama · b3 blanques peó · c3 negres cavall · e3 blanques cavall · g3 blanques peó · f2 blanques peó · h2 blanques peó · c1 blanques torre · g1 blanques rei | b7 negres alfil · f7 negres peó · g7 negres rei · b6 negres dama · e6 negres torre · g6 negres peó · h6 negres peó · a5 negres peó · d5 negres peó · e5 blanques cavall · a4 blanques peó · b4 negres peó · d4 blanques peó · g4 blanques dama · b3 blanques peó · c3 negres cavall · e3 blanques cavall · g3 blanques peó · f2 blanques peó · h2 blanques peó · c1 blanques torre · g1 blanques rei | b7 negres alfil · f7 negres peó · g7 negres rei · b6 negres dama · e6 negres torre · g6 negres peó · h6 negres peó · a5 negres peó · d5 negres peó · e5 blanques cavall · a4 blanques peó · b4 negres peó · d4 blanques peó · g4 blanques dama · b3 blanques peó · c3 negres cavall · e3 blanques cavall · g3 blanques peó · f2 blanques peó · h2 blanques peó · c1 blanques torre · g1 blanques rei | b7 negres alfil · f7 negres peó · g7 negres rei · b6 negres dama · e6 negres torre · g6 negres peó · h6 negres peó · a5 negres peó · d5 negres peó · e5 blanques cavall · a4 blanques peó · b4 negres peó · d4 blanques peó · g4 blanques dama · b3 blanques peó · c3 negres cavall · e3 blanques cavall · g3 blanques peó · f2 blanques peó · h2 blanques peó · c1 blanques torre · g1 blanques rei | 5 |
| 4 | b7 negres alfil · f7 negres peó · g7 negres rei · b6 negres dama · e6 negres torre · g6 negres peó · h6 negres peó · a5 negres peó · d5 negres peó · e5 blanques cavall · a4 blanques peó · b4 negres peó · d4 blanques peó · g4 blanques dama · b3 blanques peó · c3 negres cavall · e3 blanques cavall · g3 blanques peó · f2 blanques peó · h2 blanques peó · c1 blanques torre · g1 blanques rei | b7 negres alfil · f7 negres peó · g7 negres rei · b6 negres dama · e6 negres torre · g6 negres peó · h6 negres peó · a5 negres peó · d5 negres peó · e5 blanques cavall · a4 blanques peó · b4 negres peó · d4 blanques peó · g4 blanques dama · b3 blanques peó · c3 negres cavall · e3 blanques cavall · g3 blanques peó · f2 blanques peó · h2 blanques peó · c1 blanques torre · g1 blanques rei | b7 negres alfil · f7 negres peó · g7 negres rei · b6 negres dama · e6 negres torre · g6 negres peó · h6 negres peó · a5 negres peó · d5 negres peó · e5 blanques cavall · a4 blanques peó · b4 negres peó · d4 blanques peó · g4 blanques dama · b3 blanques peó · c3 negres cavall · e3 blanques cavall · g3 blanques peó · f2 blanques peó · h2 blanques peó · c1 blanques torre · g1 blanques rei | b7 negres alfil · f7 negres peó · g7 negres rei · b6 negres dama · e6 negres torre · g6 negres peó · h6 negres peó · a5 negres peó · d5 negres peó · e5 blanques cavall · a4 blanques peó · b4 negres peó · d4 blanques peó · g4 blanques dama · b3 blanques peó · c3 negres cavall · e3 blanques cavall · g3 blanques peó · f2 blanques peó · h2 blanques peó · c1 blanques torre · g1 blanques rei | b7 negres alfil · f7 negres peó · g7 negres rei · b6 negres dama · e6 negres torre · g6 negres peó · h6 negres peó · a5 negres peó · d5 negres peó · e5 blanques cavall · a4 blanques peó · b4 negres peó · d4 blanques peó · g4 blanques dama · b3 blanques peó · c3 negres cavall · e3 blanques cavall · g3 blanques peó · f2 blanques peó · h2 blanques peó · c1 blanques torre · g1 blanques rei | b7 negres alfil · f7 negres peó · g7 negres rei · b6 negres dama · e6 negres torre · g6 negres peó · h6 negres peó · a5 negres peó · d5 negres peó · e5 blanques cavall · a4 blanques peó · b4 negres peó · d4 blanques peó · g4 blanques dama · b3 blanques peó · c3 negres cavall · e3 blanques cavall · g3 blanques peó · f2 blanques peó · h2 blanques peó · c1 blanques torre · g1 blanques rei | b7 negres alfil · f7 negres peó · g7 negres rei · b6 negres dama · e6 negres torre · g6 negres peó · h6 negres peó · a5 negres peó · d5 negres peó · e5 blanques cavall · a4 blanques peó · b4 negres peó · d4 blanques peó · g4 blanques dama · b3 blanques peó · c3 negres cavall · e3 blanques cavall · g3 blanques peó · f2 blanques peó · h2 blanques peó · c1 blanques torre · g1 blanques rei | b7 negres alfil · f7 negres peó · g7 negres rei · b6 negres dama · e6 negres torre · g6 negres peó · h6 negres peó · a5 negres peó · d5 negres peó · e5 blanques cavall · a4 blanques peó · b4 negres peó · d4 blanques peó · g4 blanques dama · b3 blanques peó · c3 negres cavall · e3 blanques cavall · g3 blanques peó · f2 blanques peó · h2 blanques peó · c1 blanques torre · g1 blanques rei | 4 |
| 3 | b7 negres alfil · f7 negres peó · g7 negres rei · b6 negres dama · e6 negres torre · g6 negres peó · h6 negres peó · a5 negres peó · d5 negres peó · e5 blanques cavall · a4 blanques peó · b4 negres peó · d4 blanques peó · g4 blanques dama · b3 blanques peó · c3 negres cavall · e3 blanques cavall · g3 blanques peó · f2 blanques peó · h2 blanques peó · c1 blanques torre · g1 blanques rei | b7 negres alfil · f7 negres peó · g7 negres rei · b6 negres dama · e6 negres torre · g6 negres peó · h6 negres peó · a5 negres peó · d5 negres peó · e5 blanques cavall · a4 blanques peó · b4 negres peó · d4 blanques peó · g4 blanques dama · b3 blanques peó · c3 negres cavall · e3 blanques cavall · g3 blanques peó · f2 blanques peó · h2 blanques peó · c1 blanques torre · g1 blanques rei | b7 negres alfil · f7 negres peó · g7 negres rei · b6 negres dama · e6 negres torre · g6 negres peó · h6 negres peó · a5 negres peó · d5 negres peó · e5 blanques cavall · a4 blanques peó · b4 negres peó · d4 blanques peó · g4 blanques dama · b3 blanques peó · c3 negres cavall · e3 blanques cavall · g3 blanques peó · f2 blanques peó · h2 blanques peó · c1 blanques torre · g1 blanques rei | b7 negres alfil · f7 negres peó · g7 negres rei · b6 negres dama · e6 negres torre · g6 negres peó · h6 negres peó · a5 negres peó · d5 negres peó · e5 blanques cavall · a4 blanques peó · b4 negres peó · d4 blanques peó · g4 blanques dama · b3 blanques peó · c3 negres cavall · e3 blanques cavall · g3 blanques peó · f2 blanques peó · h2 blanques peó · c1 blanques torre · g1 blanques rei | b7 negres alfil · f7 negres peó · g7 negres rei · b6 negres dama · e6 negres torre · g6 negres peó · h6 negres peó · a5 negres peó · d5 negres peó · e5 blanques cavall · a4 blanques peó · b4 negres peó · d4 blanques peó · g4 blanques dama · b3 blanques peó · c3 negres cavall · e3 blanques cavall · g3 blanques peó · f2 blanques peó · h2 blanques peó · c1 blanques torre · g1 blanques rei | b7 negres alfil · f7 negres peó · g7 negres rei · b6 negres dama · e6 negres torre · g6 negres peó · h6 negres peó · a5 negres peó · d5 negres peó · e5 blanques cavall · a4 blanques peó · b4 negres peó · d4 blanques peó · g4 blanques dama · b3 blanques peó · c3 negres cavall · e3 blanques cavall · g3 blanques peó · f2 blanques peó · h2 blanques peó · c1 blanques torre · g1 blanques rei | b7 negres alfil · f7 negres peó · g7 negres rei · b6 negres dama · e6 negres torre · g6 negres peó · h6 negres peó · a5 negres peó · d5 negres peó · e5 blanques cavall · a4 blanques peó · b4 negres peó · d4 blanques peó · g4 blanques dama · b3 blanques peó · c3 negres cavall · e3 blanques cavall · g3 blanques peó · f2 blanques peó · h2 blanques peó · c1 blanques torre · g1 blanques rei | b7 negres alfil · f7 negres peó · g7 negres rei · b6 negres dama · e6 negres torre · g6 negres peó · h6 negres peó · a5 negres peó · d5 negres peó · e5 blanques cavall · a4 blanques peó · b4 negres peó · d4 blanques peó · g4 blanques dama · b3 blanques peó · c3 negres cavall · e3 blanques cavall · g3 blanques peó · f2 blanques peó · h2 blanques peó · c1 blanques torre · g1 blanques rei | 3 |
| 2 | b7 negres alfil · f7 negres peó · g7 negres rei · b6 negres dama · e6 negres torre · g6 negres peó · h6 negres peó · a5 negres peó · d5 negres peó · e5 blanques cavall · a4 blanques peó · b4 negres peó · d4 blanques peó · g4 blanques dama · b3 blanques peó · c3 negres cavall · e3 blanques cavall · g3 blanques peó · f2 blanques peó · h2 blanques peó · c1 blanques torre · g1 blanques rei | b7 negres alfil · f7 negres peó · g7 negres rei · b6 negres dama · e6 negres torre · g6 negres peó · h6 negres peó · a5 negres peó · d5 negres peó · e5 blanques cavall · a4 blanques peó · b4 negres peó · d4 blanques peó · g4 blanques dama · b3 blanques peó · c3 negres cavall · e3 blanques cavall · g3 blanques peó · f2 blanques peó · h2 blanques peó · c1 blanques torre · g1 blanques rei | b7 negres alfil · f7 negres peó · g7 negres rei · b6 negres dama · e6 negres torre · g6 negres peó · h6 negres peó · a5 negres peó · d5 negres peó · e5 blanques cavall · a4 blanques peó · b4 negres peó · d4 blanques peó · g4 blanques dama · b3 blanques peó · c3 negres cavall · e3 blanques cavall · g3 blanques peó · f2 blanques peó · h2 blanques peó · c1 blanques torre · g1 blanques rei | b7 negres alfil · f7 negres peó · g7 negres rei · b6 negres dama · e6 negres torre · g6 negres peó · h6 negres peó · a5 negres peó · d5 negres peó · e5 blanques cavall · a4 blanques peó · b4 negres peó · d4 blanques peó · g4 blanques dama · b3 blanques peó · c3 negres cavall · e3 blanques cavall · g3 blanques peó · f2 blanques peó · h2 blanques peó · c1 blanques torre · g1 blanques rei | b7 negres alfil · f7 negres peó · g7 negres rei · b6 negres dama · e6 negres torre · g6 negres peó · h6 negres peó · a5 negres peó · d5 negres peó · e5 blanques cavall · a4 blanques peó · b4 negres peó · d4 blanques peó · g4 blanques dama · b3 blanques peó · c3 negres cavall · e3 blanques cavall · g3 blanques peó · f2 blanques peó · h2 blanques peó · c1 blanques torre · g1 blanques rei | b7 negres alfil · f7 negres peó · g7 negres rei · b6 negres dama · e6 negres torre · g6 negres peó · h6 negres peó · a5 negres peó · d5 negres peó · e5 blanques cavall · a4 blanques peó · b4 negres peó · d4 blanques peó · g4 blanques dama · b3 blanques peó · c3 negres cavall · e3 blanques cavall · g3 blanques peó · f2 blanques peó · h2 blanques peó · c1 blanques torre · g1 blanques rei | b7 negres alfil · f7 negres peó · g7 negres rei · b6 negres dama · e6 negres torre · g6 negres peó · h6 negres peó · a5 negres peó · d5 negres peó · e5 blanques cavall · a4 blanques peó · b4 negres peó · d4 blanques peó · g4 blanques dama · b3 blanques peó · c3 negres cavall · e3 blanques cavall · g3 blanques peó · f2 blanques peó · h2 blanques peó · c1 blanques torre · g1 blanques rei | b7 negres alfil · f7 negres peó · g7 negres rei · b6 negres dama · e6 negres torre · g6 negres peó · h6 negres peó · a5 negres peó · d5 negres peó · e5 blanques cavall · a4 blanques peó · b4 negres peó · d4 blanques peó · g4 blanques dama · b3 blanques peó · c3 negres cavall · e3 blanques cavall · g3 blanques peó · f2 blanques peó · h2 blanques peó · c1 blanques torre · g1 blanques rei | 2 |
| 1 | b7 negres alfil · f7 negres peó · g7 negres rei · b6 negres dama · e6 negres torre · g6 negres peó · h6 negres peó · a5 negres peó · d5 negres peó · e5 blanques cavall · a4 blanques peó · b4 negres peó · d4 blanques peó · g4 blanques dama · b3 blanques peó · c3 negres cavall · e3 blanques cavall · g3 blanques peó · f2 blanques peó · h2 blanques peó · c1 blanques torre · g1 blanques rei | b7 negres alfil · f7 negres peó · g7 negres rei · b6 negres dama · e6 negres torre · g6 negres peó · h6 negres peó · a5 negres peó · d5 negres peó · e5 blanques cavall · a4 blanques peó · b4 negres peó · d4 blanques peó · g4 blanques dama · b3 blanques peó · c3 negres cavall · e3 blanques cavall · g3 blanques peó · f2 blanques peó · h2 blanques peó · c1 blanques torre · g1 blanques rei | b7 negres alfil · f7 negres peó · g7 negres rei · b6 negres dama · e6 negres torre · g6 negres peó · h6 negres peó · a5 negres peó · d5 negres peó · e5 blanques cavall · a4 blanques peó · b4 negres peó · d4 blanques peó · g4 blanques dama · b3 blanques peó · c3 negres cavall · e3 blanques cavall · g3 blanques peó · f2 blanques peó · h2 blanques peó · c1 blanques torre · g1 blanques rei | b7 negres alfil · f7 negres peó · g7 negres rei · b6 negres dama · e6 negres torre · g6 negres peó · h6 negres peó · a5 negres peó · d5 negres peó · e5 blanques cavall · a4 blanques peó · b4 negres peó · d4 blanques peó · g4 blanques dama · b3 blanques peó · c3 negres cavall · e3 blanques cavall · g3 blanques peó · f2 blanques peó · h2 blanques peó · c1 blanques torre · g1 blanques rei | b7 negres alfil · f7 negres peó · g7 negres rei · b6 negres dama · e6 negres torre · g6 negres peó · h6 negres peó · a5 negres peó · d5 negres peó · e5 blanques cavall · a4 blanques peó · b4 negres peó · d4 blanques peó · g4 blanques dama · b3 blanques peó · c3 negres cavall · e3 blanques cavall · g3 blanques peó · f2 blanques peó · h2 blanques peó · c1 blanques torre · g1 blanques rei | b7 negres alfil · f7 negres peó · g7 negres rei · b6 negres dama · e6 negres torre · g6 negres peó · h6 negres peó · a5 negres peó · d5 negres peó · e5 blanques cavall · a4 blanques peó · b4 negres peó · d4 blanques peó · g4 blanques dama · b3 blanques peó · c3 negres cavall · e3 blanques cavall · g3 blanques peó · f2 blanques peó · h2 blanques peó · c1 blanques torre · g1 blanques rei | b7 negres alfil · f7 negres peó · g7 negres rei · b6 negres dama · e6 negres torre · g6 negres peó · h6 negres peó · a5 negres peó · d5 negres peó · e5 blanques cavall · a4 blanques peó · b4 negres peó · d4 blanques peó · g4 blanques dama · b3 blanques peó · c3 negres cavall · e3 blanques cavall · g3 blanques peó · f2 blanques peó · h2 blanques peó · c1 blanques torre · g1 blanques rei | b7 negres alfil · f7 negres peó · g7 negres rei · b6 negres dama · e6 negres torre · g6 negres peó · h6 negres peó · a5 negres peó · d5 negres peó · e5 blanques cavall · a4 blanques peó · b4 negres peó · d4 blanques peó · g4 blanques dama · b3 blanques peó · c3 negres cavall · e3 blanques cavall · g3 blanques peó · f2 blanques peó · h2 blanques peó · c1 blanques torre · g1 blanques rei | 1 |
|   | a | b | c | d | e | f | g | h |   |

A l'Obert de Màlaga, el 2000, moment en què Caoili tenia 13 anys, es va enfrontar al GM rus Vladímir Iepixin, qui, amb un Elo de 2667, era llavors un dels millors jugadors mundials. En la posició del diagrama de la dreta, n'Epishin va fer 37...Dxd4?? comptant amb 38.Dxd4 Ce2+ però va haver d'abandonar després de 38.Cf5+

## Vida privada i activitats mediàtiques
El juny de 2006 el GM britànic Danny Gormally va donar un cop de puny al GM armeni Levon Aronian en una discoteca a Torí durant l'olimpíada d'escacs. Gormally es va posar, aparentment, gelós en veure Aronian ballant amb Caoili.
Des de desembre de 2009, Caoili tenia una relació sentimental amb Aronian, i s'hi va casar el 2017. Van ser cònjuges fins a la mort d'ella, el 2020.

### Dancing with the Stars
Caoili fou una de les ballarines famoses a la cinquena temporada del programa australià Dancing with the Stars, on hi fou convidada després d'haver assolit notorietat a causa de l'incident entre Danny Gormally i Levon Aronian. La seva parella professional de ball era Carmelo Pizzino, i fou finalista al programa, rere Anthony Koutoufides.